# Художественный музей Сары Хилден
Художественный музей Сары Хилде́н (фин. Sara Hildénin taidemuseo, швед. Sara Hildéns konstmuseum) — художественная галерея современного искусства, расположенная в Сяркянниеми, в городе Тампере, в Финляндии.
К 2026 году для музея планируется построить новое здание в центре города Тампере на территории бывшей текстильной фабрики Finlayson. Городское правление одобрило предложение на своем заседании 30 сентября 2019 года.

## История
Здание музея было спроектировано архитектурным бюро Пекки Ильвескоски, а первая экспозиция открыта для публики 11 февраля 1979 года.
Собрание составили работы, пожертвованные в 1962 году Сарой Хилден. Коллекция Фонда Сары Хилден в настоящее время насчитывает более 5 тысяч произведений финского и зарубежного современного искусства.
Наряду с экспонатами собственных коллекций музей организует временные выставки как финских, так и известных зарубежных авторов.